# La Cruz de Eldorado
La Cruz de Eldorado är en ort i Mexiko.   Den ligger i kommunen Culiacán och delstaten Sinaloa, i den västra delen av landet, 1 000 km nordväst om huvudstaden Mexico City. La Cruz de Eldorado ligger 19 meter över havet och antalet invånare är 538.
Terrängen runt La Cruz de Eldorado är mycket platt. Runt La Cruz de Eldorado är det ganska tätbefolkat, med 155 invånare per kvadratkilometer. Närmaste större samhälle är El Dorado, 4,5 km sydväst om La Cruz de Eldorado. Trakten runt La Cruz de Eldorado består till största delen av jordbruksmark.